# Márton Soós
Márton Soós (* 1982 in Budapest) ist ein ungarischer Jazzmusiker (Kontrabass, Arrangement).

## Leben und Wirken
Soós begann im Grundschulalter klassische Violine in der Járdányi Pál Musikschule zu lernen. Er wechselte mit 16 Jahren zur Bassgitarre und ein Jahr zum Kontrabass, auf dem ihn Attila Kiss unterrichtete. Im Jahr 2000 wurde ihm beim Nachwuchs-Jazzfestival, das im Kulturzentrum Postás organisiert wurde, der Sonderpreis als bester Musiker verliehen. Im selben Jahr begann er sein Jazzstudium der Franz-Liszt-Musikakademie bei Balázs Berkes, das er 2004 mit dem Diplom abschloss.
Mit der Elemér Balázs Group konnte er 2003 zum ersten Mal gelegentlich spielen, bevor er 2007 Mitglied der Gruppe wurde. Daneben spielt er im Quartett von Oláh Szabolcs, mit dem er dessen Debütalbum 2005 aufnahm, und in einer Gruppe namens Just In Time. Seit 2008 gehörte er zum  Klára Hajdu Quartet, an dessen Album Plays Standards (2015) er beteiligt war. Weiterhin arbeitete er mit Béla Szakcsi Lakatos, Béla Szakcsi Lakatos Jr., Imre Kőszegi, Gábor Juhász und László Dés. Auch wirkte er an Kornél Fekete-Kovács’ Album Integro/Grandeu mit. Mit dem Modern Art Orchestra ist er auf dessen Album Circular zu hören.